# Johann David Polchow
Johann David Polchow (* 13. November 1732 in Parchim; † 5./6. September 1801 in Genin) war ein evangelisch-lutherischer Prediger und Schulreformer.

## Leben
Johann David Polchow war Sohn des Pastors an St. Marien in Parchim und Superintendenten des mecklenburgischen Kreises Jakob Bernhard Polchow (1700–1756). Der Göttinger Repetent und Lüneburger Pastor Christian Peter Polchow († 1770) war sein Bruder; seine Schwester Esther Eva Elisabeth (* 1734) wurde die Mutter des Apothekers David Peter Hermann Schmidt (1770–1856).
Er studierte ab 1749 Theologie an den Universitäten Rostock und Jena, wo er 1754 unter dem Vorsitz von Johann Christoph Köcher auch zum Doktor der Theologie promoviert wurde. 
1758 wurde er in Lübeck Privatlehrer im Hause der Familie des späteren Lübecker Bürgermeisters Rodde. 1765 erhielt er eine Stelle als Prediger an St. Georg in Genin, damals einem Kapitelskirchdorf des Lübecker Domkapitels innerhalb der Lübecker Landwehr. Die nachwirkende Bedeutung Polchows lag in seinen Bemühungen um eine Reform des Schulwesens im Hochstift Lübeck und die entsprechende Verbesserung der Lehrerausbildung im Hochstift, die durch den brandenburgischen Pädagogen,  Philanthropen und Gutsbesitzer Friedrich Eberhard von Rochow auf Schloss Reckahn angeregt waren. Zu diesem Zweck gründete er eine Lehrerbibliothek. Die Schule in Genin hatte zu seiner Zeit Modellcharakter und galt als vorbildlich im Sinne eines modernen Landschulwesens zur Zeit des Wirkens von Polchow.
1790 schenkte er eine in seinen Besitz gekommene Inkunabel (Birgitta von Schweden: Revelationes, Lübeck: Bartholomäus Ghotan 1492) aus der Bibliothek des St.-Annen-Klosters, der Universitätsbibliothek Rostock. Ein weiterer Band dieser Schenkung war eine umfangreiche theologische Sammelhandschrift aus der zweiten Hälfte des 15. Jahrhunderts, die vermutlich aus Süddeutschland und Schlesien stammte.

## Schriften
- De unctione Christi, Dissertation 1754
- Buchstaben- Syllabir- und Zahlentafel. Lübeck 1784
- Gemeine Syllabirtafel, nach welcher unsere Kinder die erste Anleitung zum Lesen, Hochdeutsch verstehen und Denken bekommen. Göttingen 1785
- Ueber Volk und über Fibeln zum fruchtbarern Unterrichte in Volksschulen : seinem würdigen Freunde und Gönner dem Hochedelgebohrnen und Hochzuehrenden Herrn Herrn Adolph Rodde, vornehmen Kauf- und Handlungsherrn in der Kaiserlichen und des Heil. Römischen Reichs freyen Stadt Lübeck am Vermählungstage Desselben mit der ... Agneta Maria Hartmann zum gütigen Andenken, Green, Lübeck 1786
- Hat unsere Gegend bey der Einführung des Christenthums unter Otto dem Großen und Herzog Henrich dem Löwen gewonnen? : nach einem Glückwunsche zur Consularwürde Herrn Franz Bernhard Rodde, vierten Bürgermeister der ... Stadt Lübeck, Green, Lübeck 1789
- Geniner Syllabirfibel, 1790
- Instruction für die Lehrer an den Capitularschulen des Hochstiftes Lübek, 1793